# اونجد سون‌فولد
اونجد سِوِن‌فولد (به انگلیسی: Avenged Sevenfold) یک گروه راک آمریکایی است که از سال ۱۹۹۹ در شهر هانتینگتون بیچ فعالیت خود را آغاز کرد و بعدها با اضافه شدن سبک هوی متال به این گروه سبک این گروه نیز به همین سبک تغییر کرد.

## پیشینه

### صدای ترومپت هفتم و بیداری ساقط (۱۹۹۹–۲۰۰۳)
در سال ۱۹۹۹ این گروه در هانتینگتون بیچ کالیفورنیا با چهار عضو اصلی به نام‌های ام شدوز، زکی ونجنس، د ریو و مت ونت آغاز کرد. این گروه با همین چهار عضو در سال ۲۰۰۱ نخستین آلبوم خودشان را با نام «صدای ترومپت هفتم» را روانه بازار کردند که در «استودیوی هاپلس رکوردز» ضبط شده بود. در سال ۲۰۰۲ یک بیسیست و همخوان هجده ساله با نام سینیستر گیتس به‌عنوان عضو جدید به این گروه پیوست. پس از مدتی جانی کریست هم به این گروه اضافه شد و این گروه در سال ۲۰۰۳ دومین آلبوم رسمی خودش را با نام «بیداری ساقط» وارد بازار کرد. پس از انتشار این آلبوم اونجد سون فولد دیگر آلبوم‌های خود را در هاپلس رکورد ضبط نکرد.

### شهر شیطان (۲۰۰۴–۲۰۰۵)
«شهر شیطان» نام سومین آلبوم گروه اونجد سون فولد بود که در هفتم ژوئن ۲۰۰۵ توسط استودیو ماژور ضبط و وارد بازار شد و به نظر بسیاری این آلبوم زیباترین آلبوم این گروه بود که در آن از سبک هوی متال و متال کور استفاده شد. این آلبوم فروش زیادی در بازار کرد. معروفترین آهنگ‌های این آلبوم «کور در زنجیر» و «شهر خفاش» و «دور انداختنی و متفرق» به‌شمار می‌رفتند.
در سال ۲۰۰۶این گروه توری را در لاس وگاس با نام شهر شیطان برگزار کرد که با محبوبیت زیادی همراه شد. پس از بازگشت از تور لاس وگاس بر پایه اعلام ام تی وی آهنگ «شهر خفاش» به‌عنوان دومین مین استریم راک و ششمین راک مدرن سال انتخاب شد و همین باعث افزایش محبوبیت این گروه شد و بعد از آن استودیوی ضبط خود را به گلد رکورد بردند.

### آلبوم اونجد سون فولد (۲۰۰۶–۲۰۰۸)
در سال ۲۰۰۶ اونجد سون فولد کنسرت بزرگی را برگزار کرد که در آن از دو سبک هارد راک و هوی متال به زیبایی اجرا شد و باعث شد اسم این گروه هم ردیف گروه‌هایی مانند سیستم آو ا داون قرار گیرد. بعد از آن نیز تور بزرگی در انگلیس برگزار کردند که باز هم با استقبال زیادی رو به رو شد پس از بازگشت بر روی آلبوم چهارم خود کار کردند.

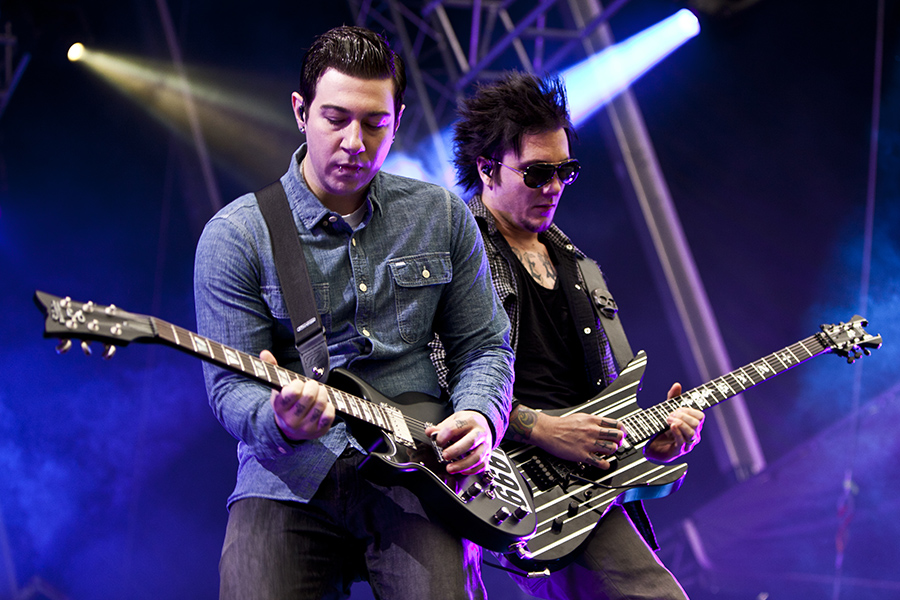
اجرای اونجد سون فولد در کنسرت سال۲۰۱۱ در نروژ

در سال ۲۰۰۷ این گروه چهارمین آلبوم خود را همنام اسم گروه خود با نام «اونجد سون‌فولد ثبت کرد که باز هم یکی از آلبوم‌های زیبا تلقی شد که دو آهنگ زیبای «زندگی پس از مرگ» و «تقریباً آسان» از معروف‌ترین آهنگ‌های این آلبوم گروه شد.

### کابوس (۲۰۰۹–۲۰۱۱)
در سال ۲۰۰۹ ام شدوز خواننده اصلی گروه ورژن جدیدی از آهنگ گروه مشهور گانز ان روزز را با نام «بسیار آسان است» با همراهی اسلش در سالن تئاتر نوکیا، لس آنجلس، کالیفرنیا اجرا کرد و این آغاز همکاری ام شدوز و اسلش بود و پس از آن چندین باز این دو در کنار هم آهنگ اجرا کردند.
در سال ۲۰۰۹ درام زن گروه یعنی «د ریو» درگذشت و همین باعث شد این گروه توری را به مناسب درگذشت این عضو گروه خود اجرا کنند که با حمایت طرفداران این گروه همراه شد. در سال ۲۰۱۰ این گروه آلبوم جدید خود با نام «کابوس» را به بازار عرضه کرد که سه آهنگ زیبای این آلبوم «کابوس» و «به خانواده خوش آمدید» و «خط خطر» نام داشت. این آلبوم در همان هفته نخست، نزدیک به ۱۶۳ هزار دلار فروش کرد. مایک پورتنوی از اعضای گروه دریم تیتر درامز این آلبوم را نوشت و اجرا کرد. در سال ۲۰۱۲ این گروه آهنگ جدیدی به نام «ادامه بده» را برای بازی ندای وظیفه: بلک اپس ۲ منتشر کرد که در پایان بازی این آهنگ به نمایش در می‌آید.

### درود بر پادشاه (۲۰۱۲–۲۰۱۴)

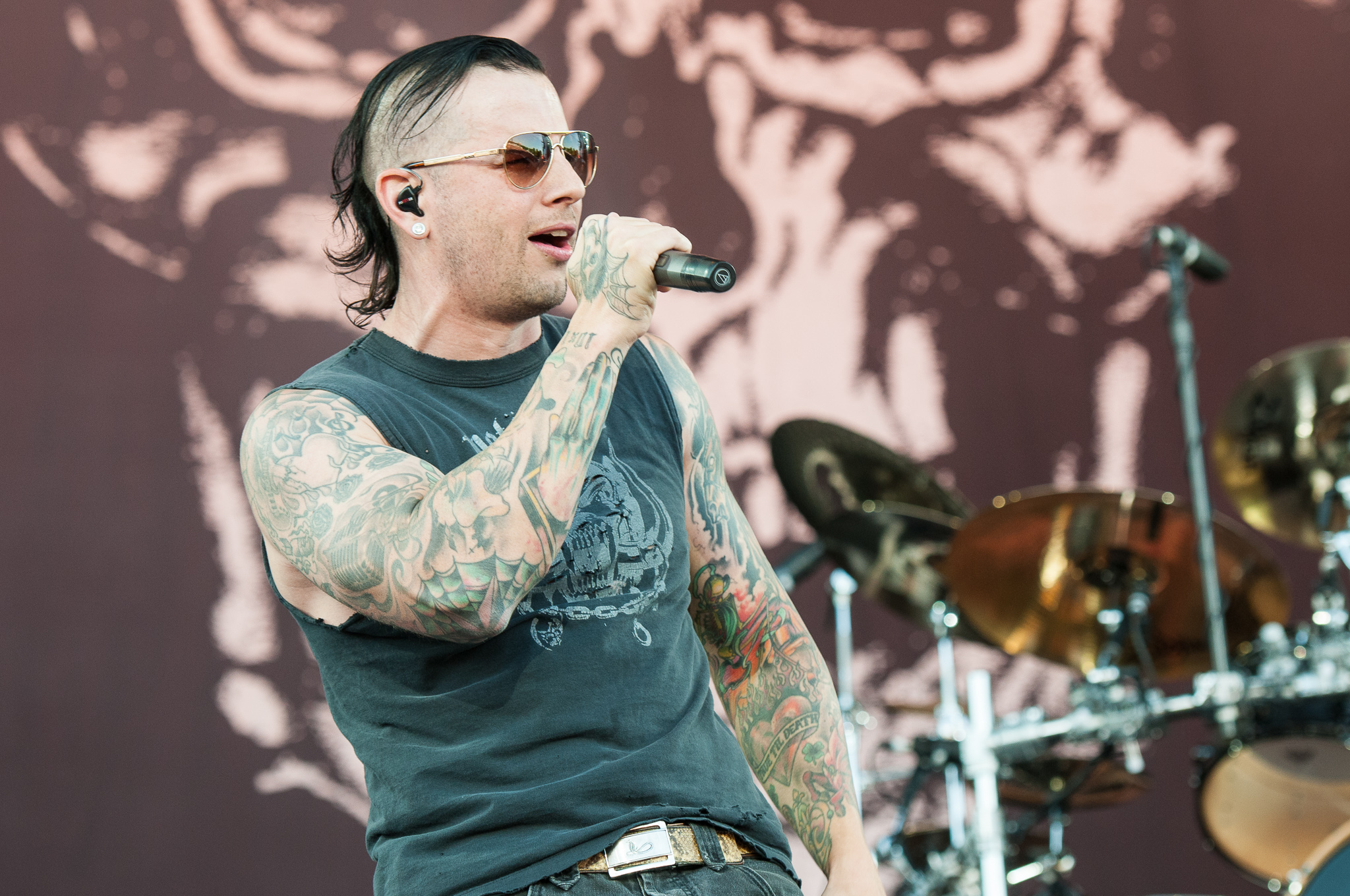
اجرای اونجد سون فولد در راک ام رینگ و راک آیم پارک سال ۲۰۱۴

در اواخر سال ۲۰۱۲ ام. شدوز در مصاحبه رادیویی اعلام کرد که آلبوم جدید این گروه در سال ۲۰۱۳ منتشر خواهد شد. در این آلبوم قرار شد از بلوز راک بیشتری استفاده شود و تأثیر پذیری از گروه‌هایی مانند بلک سبث و لد زپلین انجام شود.
در ۲۷ اوت ۲۰۱۳ نام جدید آلبوم درود بر پادشاه اعلام شد. این آلبوم اولین آلبوم بدون حضور درامر این گروه د ریو بود که در این مصاحبه اعلام شد آرین ایلیجی به عنوان درامر این گروه در این آلبوم فعالیت داشت. این آلبوم مقام اول بهترین آلبوم در کشورهای انگلستان، برزیل، کانادا و ایرلند را به‌دست‌آورد. ترانه درود بر پادشاه از این آلبوم عنوان بهترین ترانه سال ۲۰۱۳ در مراسم لود وایر را به‌دست‌آورد. این ترانه بهترین ترانه مین استریم در بیلبورد آمریکا شد و همچنین نامزد بهترین ترانه در مراسم گلدن گاد ۲۰۱۳ شد. دومین ترانه از این آلبوم چوپان آتش نام دارد که در ۷ نوامبر ۲۰۱۳ منتشر شد و در دو بازی ویدئویی ندای وظیفه: بلک اپس ۲ و یو اف سی مورد استفاده قرار گرفت.

### صحنه (۲۰۱۵–۲۰۱۷)
در اواسط سال ۲۰۱۵ اعلام شد که ام. شدوز نوشتن آلبوم جدید را شروع کرده است. در ژوئیه ۲۰۱۵ اعلام شد که به جهت استفاده از خلاقیت بیشتر در آلبوم جدید آرین ایلیجی قادر به حضور در آلبوم جدید نمی‌باشد و گروه به دنبال پیدا کردن یک درامر جهت پیشبرد اهداف خود می‌باشد. سر انجام در ماه اکتبر بروکس واکرمن به عنوان درامر جدید گروه معرفی شد. چندی بعد زکی ونجنس گیتاریست گروه طی مصاحبه ای اعلام کرد که نوشتن اشعار مربوط به آلبوم جدید به پایان رسیده است و ضبط آهنگ‌ها با درامر جدید آغاز شده است. در اوت ۲۰۱۶ اولین اجرای زنده رسمی بروکس واکرمن درامر جدید گروه در مینه‌سوتا در جلوی بیش از ۱۵۰۰ تماشاگر انجام شد. در اکتبر ۲۰۱۶ عکسی از لوگوی اونجد سون فولد که شامل یک اسکلت و بال‌های خفاش است توسط کریس جریکو در اینستاگرام پست شد و در متن این عکس تاریخ انتشار آلبوم منتشر شد. چندی بعد نام آلبوم جدید با نام صحنه معرفی شد و اعلام شد که این آلبوم یک آلبوم مفهومی از این گروه تلقی می‌شود. ترانه صحنه از این آلبوم نامزد شصتمین مراسم جایزه گرمی در بخش بهترین ترانه راک شد.

## تاثیرپذیری در موسیقی
اعضای گروه اونجد سون فولد از گروه‌های این فلیمز، متالیکا، آیرن میدن، مگادث، اسلیر، التون جان، لئونارد کوهن، هلووین، دریم تیاتر،  پنترا، دف لپارد، گانز ان روزز، بیتلز، بلک سبث، لد زپلین ورولینگ استونز در موسیقی خود تأثیر گرفته‌اند.

## اعضا

### فعلی
- ام. شدوز: آواز (۱۹۹۹ - تا کنون)
- زکی ونجنس: گیتار ریتم (۱۹۹۹ - تا کنون)
- سینیستر گیتس: گیتار لید (۲۰۰۰ - تا کنون)
- جانی کریست: گیتار بیس (۲۰۰۳ - تا کنون)
- بروکس واکرمن: درامر (۲۰۱۵ - تا کنون)

### قبلی
- د ریو: درام و آواز (۱۹۹۹–۲۰۰۹)
- مت ونت: گیتار بیس (۱۹۹۹–۲۰۰۰)
- جاستین سانه: گیتار بیس (۲۰۰۰–۲۰۰۲)
- دیمون اش: گیتار بیس (۲۰۰۲–۲۰۰۳)
- آرین ایلیجی: درامر (۲۰۱۱–۲۰۱۵)

### اعضای استودیو
- مایک پورتنوی: درام (۲۰۱۰)

## آلبوم‌ها

### آلبوم‌های استدیویی
- ۲۰۰۱ - (صدای ترومپت هفتم) Sounding the Seventh Trumpet
- ۲۰۰۳ - (بیداری ساقط) Waking the Fallen
- ۲۰۰۵ - (شهر شیطان) City of Evil
- ۲۰۰۷ - (اونجد سون‌فولد) Avenged Sevenfold
- ۲۰۱۰ - (کابوس) Nightmare
- ۲۰۱۳ - (درود بر پادشاه) Hail to the King
- ۲۰۱۶ - (صحنه) The Stage
- ۲۰۲۳ - (زندگی جز یک رؤیا نیست...) Life Is But a Dream...

### آلبوم‌های چندآهنگه
- ۲۰۱۸ - (حکومت سیاه) Black Reign

## جوایز
| سال  | نامزد برای                                   | جوایز                                     | نتیجه    |
| ---- | -------------------------------------------- | ----------------------------------------- | -------- |
| ۲۰۰۶ | بهترین گروه بین‌المللی                        | جوایز گلدن گاد                            | برنده    |
| ۲۰۰۶ | بهترین گروه تازه‌وارد                         | جایزه موزیک ویدئوی ام‌تی‌وی                 | برنده    |
| ۲۰۰۶ | سینیستر گیتس برای شهر شیطان                  | جوایز گلدن گاد: بهترین گیتاریست جوان      | برنده    |
| ۲۰۱۰ | د ریو برای کابوس                             | جوایز گلدن گاد: بهترین درامر              | برنده    |
| ۲۰۱۱ | مایک پورتوی برای کابوس                       | جوایز گلدن گاد: بهترین درامر              | برنده    |
| ۲۰۱۱ | سینیستر گیتس و زکی ونجنس برای کابوس          | جوایز گلدن گاد: بهترین گیتاریست           | برنده    |
| ۲۰۱۱ | ام. شدوز برای کابوس                          | جوایز گلدن گاد: بهترین خواننده            | برنده    |
| ۲۰۱۱ | کابوس                                        | جوایز گلدن گاد: بهترین آلبوم سال          | برنده    |
| ۲۰۱۱ | "زنده به گور"                                | بهترین آهنگ سال ۲۰۱۱ از نظر مجله ریولور   | نامزدشده |
| ۲۰۱۲ | اونجد سون فولد                               | جوایز گلدن گاد: بهترین گروه در اجرای زنده | برنده    |
| ۲۰۱۲ | اونجد سون فولد                               | جوایز گلدن گاد: پرطرفدارترین گروه         | برنده    |
| ۲۰۱۳ | ادامه بده                                    | جوایز گلدن گاد: بهترین آهنگ سال           | نامزدشده |
| ۲۰۱۳ | اونجد سون فولد                               | لود وایر موزیک: بهترین گروه راک           | برنده    |
| ۲۰۱۳ | درود بر پادشاه                               | لود وایر موزیک: بهترین ترانه راک          | برنده    |
| ۲۰۱۴ | بیشترین طرفداران اختصاصی                     | جوایز گلدن گاد: بیشترین طرفداران اختصاصی  | برنده    |
| ۲۰۱۴ | درود بر پادشاه                               | جوایز گلدن گاد: بهترین آلبوم سال          | نامزدشده |
| ۲۰۱۴ | ام شدوز برای درود بر پادشاه                  | جوایز گلدن گاد: بهترین خواننده سال        | نامزدشده |
| ۲۰۱۴ | سینیستر گیتس و زکی ونجنس برای درود بر پادشاه | جوایز گلدن گاد: بهترین گیتاریست           | برنده    |
| ۲۰۱۴ | آرین ایلیجی برای درود بر پادشاه              | جوایز گلدن گاد: بهترین درامر              | برنده    |
| ۲۰۱۴ | جانی کریست برای درود بر پادشاه               | جوایز گلدن گاد: بهترین گیتاریست بیس       | نامزدشده |
| ۲۰۱۴ | درود بر پادشاه                               | جوایز گلدن گاد: بهترین آهنگ سال           | نامزدشده |
| ۲۰۱۴ | اونجد سون فولد                               | جوایز گلدن گاد: بهترین گروه بین‌المللی     | برنده    |
| ۲۰۱۶ | سینیستر گیتس و زکی ونجنس برای صحنه           | توتال گیتار: بهترین گیتاریست سبک متال     | برنده    |
| ۲۰۱۷ | اونجد سون فولد                               | جوایز گلدن گاد: بهترین گروه بین‌المللی     | برنده    |
| ۲۰۱۷ | صحنه                                         | لود وایز موزیک: بهترین آلبوم سال          | برنده    |
| ۲۰۱۸ | صحنه                                         | جایزه گرمی: بهترین آلبوم در سبک راک       | نامزدشده |

## معادل‌های انگلیسی
1. ↑  PSounding the Seventh Trumpet
2. ↑  Waking the Fallen
3. ↑  City Of Evil
4. ↑  major label
5. ↑  Blinded In Chains
6. ↑  Bat Country
7. ↑  Trashed And Scattered
8. ↑  Avenged Sevenfold
9. ↑  Afterlife
10. ↑  Almost Easy
11. ↑  It's So Easy
12. ↑  Nightmare
13. ↑  Nightmare
14. ↑  Welcome To The Family
15. ↑  Danger Line
16. ↑  Carry On
17. ↑  Call of Duty: Black Ops II
18. ↑  Hail to the King
19. ↑  Hail to the King
20. ↑  Loadwire
21. ↑  Shepherd of Fire
22. ↑  Call of Duty: Black Ops 2
23. ↑  EA Sport UFC